# Dominique Petit
Pour les articles homonymes, voir Petit.
Dominique Petit, né le 5 mars 1961, est un nageur français.

## Carrière
Il est éliminé en séries du 200 mètres nage libre et termine huitième de la finale du relais 4 x 200 mètres nage libre aux Jeux olympiques d'été de 1980 à Moscou.
Sur le plan national, il est champion de France du 100 mètres nage libre à l'hiver 1982 et double champion de France du 200 mètres nage libre (hivers 1979 et 1980).